# Đớp ruồi trán đen
Đớp ruồi trán đen (tên khoa học: Niltava macgrigoriae) là một loài chim trong họ Muscicapidae.